# Calguia
Calguia is een geslacht van vlinders van de familie snuitmotten (Pyralidae), uit de onderfamilie Phycitinae.

## Soorten
- C. defiguralis Walker, 1863
- C. garuda Roesler & Kuppers, 1979
- C. hapalanthes Meyrick, 1932
- C. obscuriella Inoue, 1959